# Julien Sacaze
 (janvier 2018).
Pour les articles homonymes, voir Sacaze.
Julien Étienne Léopold Sacaze, né le 24 septembre 1847 à Saint-Gaudens (Haute-Garonne), mort le 20 novembre 1889, est un épigraphiste et érudit français spécialisé dans l'Antiquité des Pyrénées.

## Biographie
Sa famille paternelle est originaire de longue date de Castillon-de-Larboust, dans la vallée du Larboust, au débouché de la vallée d'Oô. Élève brillant, il obtient son bac à seize ans, avec dispense d'âge, puis suit des cours de philosophie et de théologie au séminaire d'Issy, avant de faire des études de droit à Toulouse.
En 1872, il s'inscrit comme avocat au barreau de Saint-Gaudens. 
En 1877, il est secrétaire du conseil de l'Ordre des avocats et, cette même année, il épouse Gabrielle Sapène, issue d'une vieille famille de Luchon. Tout en poursuivant ses activités d'avocat, il se partage entre Saint-Gaudens et Luchon, où il se livre à des recherches archéologiques, restant en contact avec les milieux universitaires et savants de Toulouse. Passionné depuis toujours par l'histoire, la géographie, l'archéologie, Julien Sacaze effectue en compagnie du préhistorien Édouard Piette de nombreuses fouilles dans les Pyrénées : ils découvrent ainsi, en 1875, les harrespils de la montagne d'Espiau, en 1877-1878 les tumuli du plateau de Lannemezan, les sépultures à incinération de la plaine de Rivière, en 1879 le cimetière gallo-romain de Garin, en vallée du Larboust.
En 1880, il entreprend avec son épouse un voyage en Italie. Il découvre l'épigraphie, science nouvelle pour l'époque. Il se consacre désormais à l'étude de l'épigraphie pyrénéenne, publiant L'épigraphie de Luchon et Les anciens dieux des Pyrénées, pour finir avec Les inscriptions antiques des Pyrénées, ouvrage posthume (1892), premier travail de synthèse scientifique sur ce sujet.
En 1884, il a fondé à Saint-Gaudens la Société des études du Comminges. En 1885, la Société publie la première livraison de la Revue de Comminges. La Société et la revue existent toujours, avec les mêmes objectifs qu'à l'origine : « ... l’étude du Comminges et la publication de mémoires et de documents relatifs à ce pays, principalement au point de vue de l’histoire, de l’archéologie et des sciences naturelles (...). Le champ de nos recherches comprend toutes les localités qui, à une époque quelconque, ont fait partie du Comminges politique, religieux, administratif, financier. »
En 1887, il participe à l’Exposition internationale de Toulouse, en tant que membre du comité d'organisation de l'Exposition pyrénéenne. Pour cette occasion, Sacaze lance une grande Enquête de linguistique et de toponymie des Pyrénées, la fameuse enquête Julien Sacaze. Il est demandé aux instituteurs des départements pyrénéens : 1) la traduction dans l’idiome local de deux textes folkloriques, la légende de Barbazan et la légende de Tantugou ; 2) la liste des noms de lieux ; 3) la carte.
En 1888, il fonde à Toulouse l’Association pyrénéenne, dont le président est Armand de Quatrefages, membre de l’Institut et de l’Académie de médecine, professeur au Muséum de Paris, et le directeur, Julien Sacaze : « l’Association pyrénéenne se propose d’étudier et de faire connaître les Pyrénées et la région pyrénéenne comprise dans les ressorts des Académies de Toulouse, Bordeaux et Montpellier, ainsi que le versant espagnol de la chaîne pyrénéenne. » L'association publie une revue trimestrielle, la Revue des Pyrénées et de la France méridionale.
Parmi tant d'activités, il n'oublie pas son métier d'avocat, car ses confrères le nomment bâtonnier en 1888.
Julien Sacaze meurt brutalement, en novembre 1889, à 42 ans.
En 1922, son nom a été donné à une nouvelle société savante, l'Académie Julien Sacaze : « L'Académie est une société savante et pyrénéiste continuant l'œuvre du grand épigraphe qui fonda vingt ans avant la fin du XIXe siècle l'Association pyrénéenne, destinée à être une institution de contacts scientifiques. Elle a pour objet l'étude de toute question scientifique, littéraire ou artistique se rapportant aux Pyrénées centrales et plus particulièrement au Pays de Luchon ».

## Œuvres
- Atlas linguistique Basque-Français, 73 cartes[3],[4]
- La Montagne d’Espiaup / MM. Édouard Piette et Julien Sacaze. Extrait du Bulletin de la Société d’Anthropologie de Paris, 31 p. 1877
- Association française pour l’avancement des sciences. Congrès de Paris, 1878. M. Julien Sacaze : Le culte des pierres dans le pays de Luchon. Paris, AFAS, 1879

Ces deux ouvrages ont été réédités par Frantz-E. Petiteau en un volume par Lacour Rediviva, Nîmes, 2009.
- Épigraphie de Luchon. Paris, Didier, III-93 p., 1880
- Les Anciens dieux des Pyrénées, nomenclature et distribution géographique. Extrait de la Revue de Comminges (Saint-Gaudens), 28 p., 1885
- Quelques faux dieux des Pyrénées, lecture faite à l’Académie des Inscriptions et Belles-Lettres, le 25 avril 1884, par Julien Sacaze. Extrait de la Revue de Comminges, 8 p., 1885
- Histoire ancienne de Luchon : Luchon préhistorique et Luchon romain. Le Culte des pierres dans le pays de Luchon. Extrait de la Revue de Comminges (Saint-Gaudens), 7 p., 1887
- Histoire du Comminges, de Saint-Bertrand et Saint-Gaudens, par Armand Marrast, notes et additions par Julien Sacaze. Saint-Gaudens, L. Sabatier, 122 p., 1889
- Inscriptions antiques des Pyrénées. Avant-propos par M. Albert Lebègue. Toulouse, Privat, XII-576p. (Bibliothèque méridionale. 2e série, 1892 ; 2). Réédition fac-sim, Toulouse, ESPER, 1990.
- Inscriptions antiques du Couserans. Toulouse, Privat, 28 p., 1892. Reprint, Nîmes, C. Lacour, 2001 (Rediviva).
- Les Tertres funéraires d’Avezac-Prat (Hautes-Pyrénées), par Edouard Piette et Julien Sacaze. Album par I. Pilloy. Paris, Masson, 26 p., 1899

## Sources
- Julien Sacaze (1847-1889)